# 拔打鴉
《拔打鴉》（抜打ち鴉）是一部在1962年上映的時代劇電影，由城健三朗與天知茂合演。

## 演員表
- 新次郎：城健三朗
- 山形東之輔：天知茂
- 朝之助：成田純一郎
- 徳三郎：島田龍三
- 多九郎：南都雄二
- 阿良：近藤美惠子
- 阿龍：真城千都世
- 阿春：毛利郁子
- 楓：藤原禮子
- 富藏：千葉敏郎
- 美能屋常吉：香川良介
- 山五郎：尾上榮五郎
- 島三：杉山昌三九

## 製作人員
- 企劃：高森富夫
- 導演：加戸敏
- 編劇：衣笠貞之助、犬塚稔
- 攝影：本田平三
- 美術：加藤茂
- 照明：島崎一二
- 錄音：長岡榮
- 音樂：高橋半
- 剪輯：宮田味津三
- 副導演：土井茂

## 外部連結
- 抜打ち鴉[永久]（日語）